# واترلو (بلجيكا)

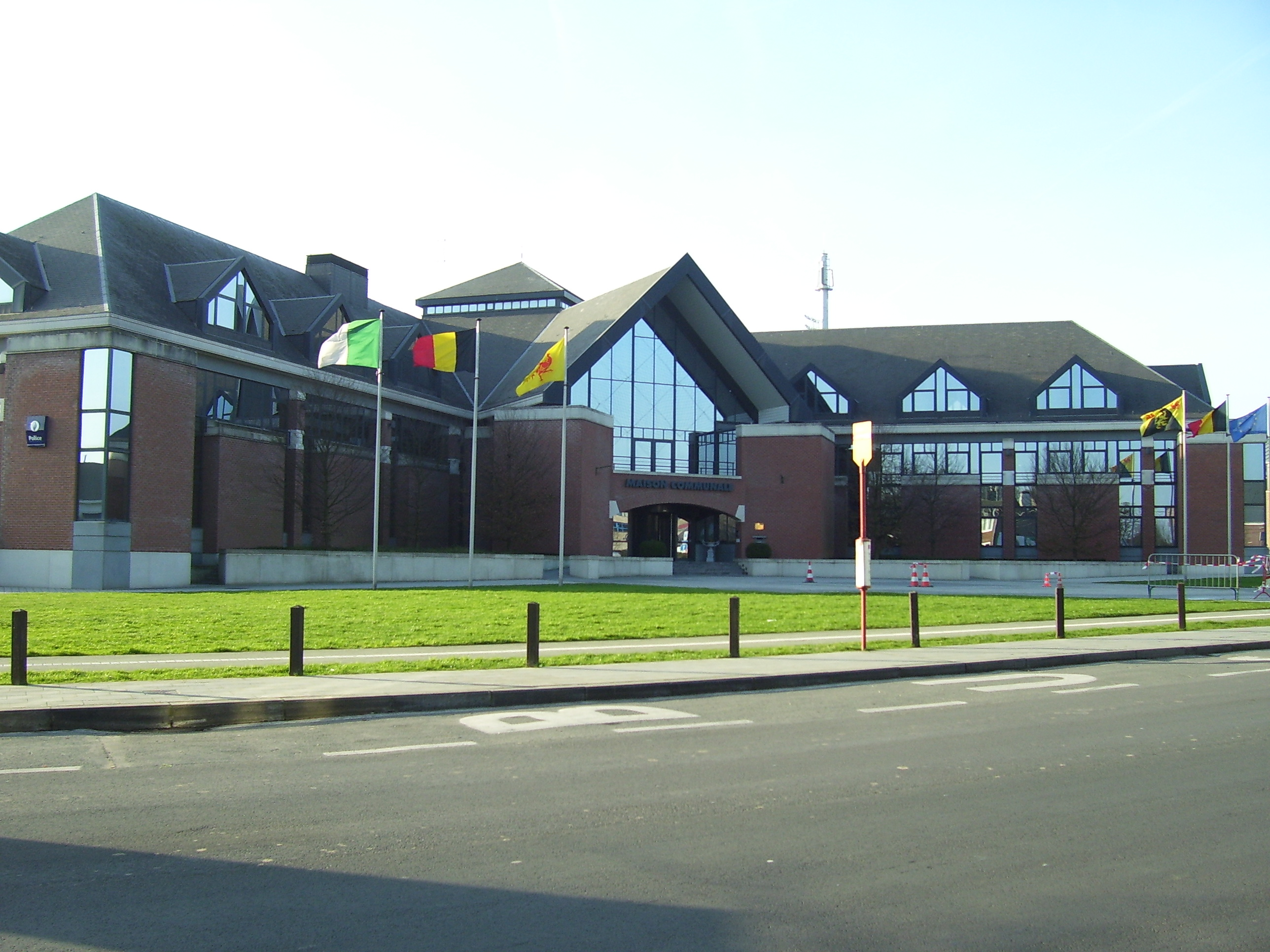
مقر بلدية واترلو

واترلو (بالهولندية: Waterloo، وبالوالونية: Waterlô) هي بلدة في مقاطعة والون برابانت البلجيكية. بلغ عدد سكانها 29706 نسمة سنة 2011، وتبلغ مساحتها 21.03 كيلومترًا مربعًا. وقعت إلى الجنوب منها معركة واترلو الشهيرة، التي لقي فيها نابليون بونابرت هزيمته الأخيرة والحاسمة سنة 1815.
بين مزارع لا هاي سانت وهوغومون، شُيّد تلٌّ ضخم يعلوه تمثال أسدٍ مُصَوَّر  من مدافع فرنسية أُسرت. واليوم، تصطف على جانبيه المطاعم والمعارض ومتاجر الهدايا التذكارية.
في قلب واترلو، يقع متحف ويلينغتون في نُزُل بودينغين السابق، الذي يعود تاريخه إلى عام ١٨٣٠.

## توأمة
لواترلو (بلجيكا) اتفاقيات توأمة مع كل من:
- رامبوييه
- ناغاكوتي
- ديفردانج
- كورنتال-مونشينغن

## أعلام
- هاري لي
- كلود ميشيل

## صور

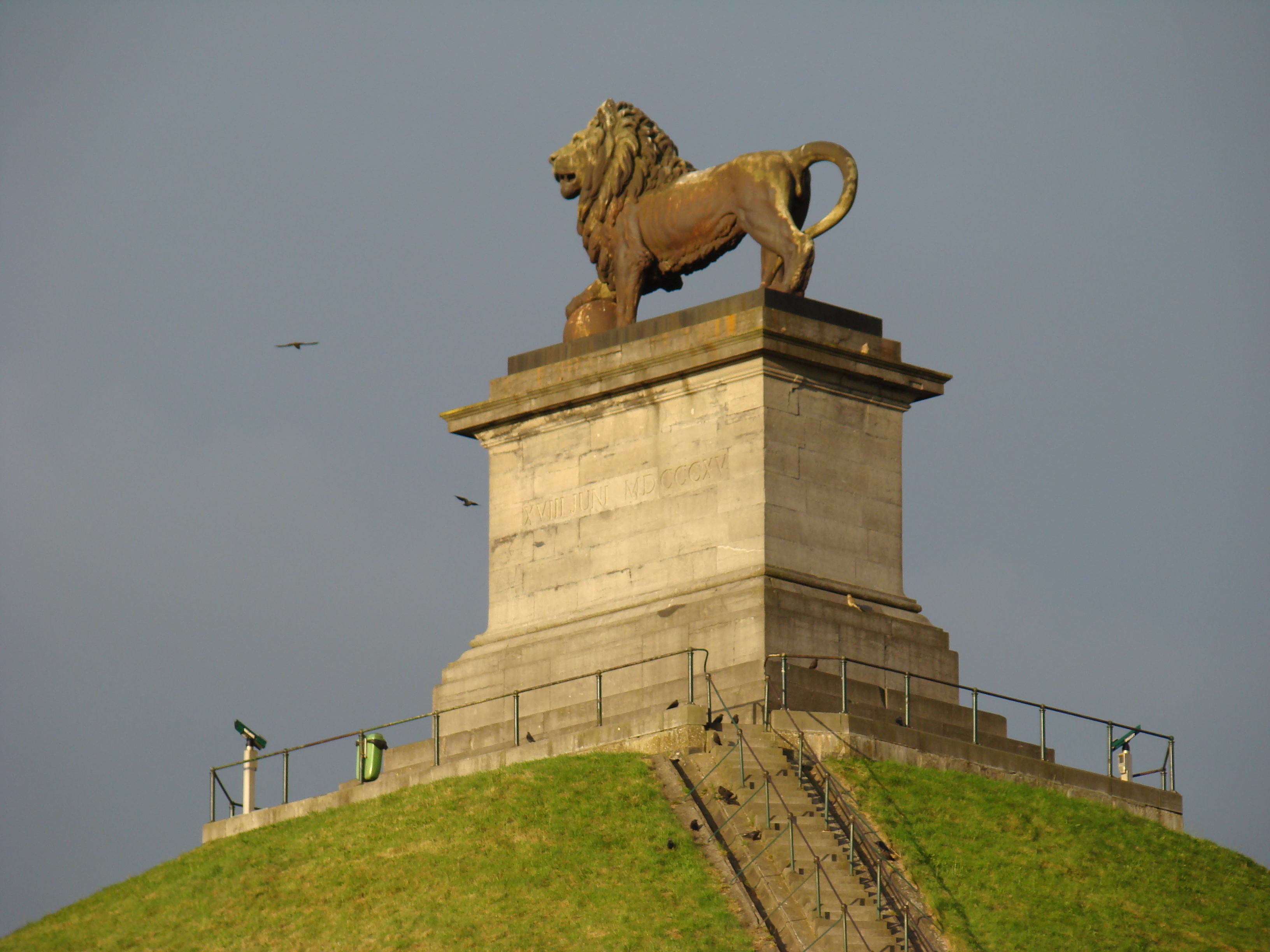
الرمز التذكاري ، "أسد واترلو" (في بلدية برين-لالود المجاورة).
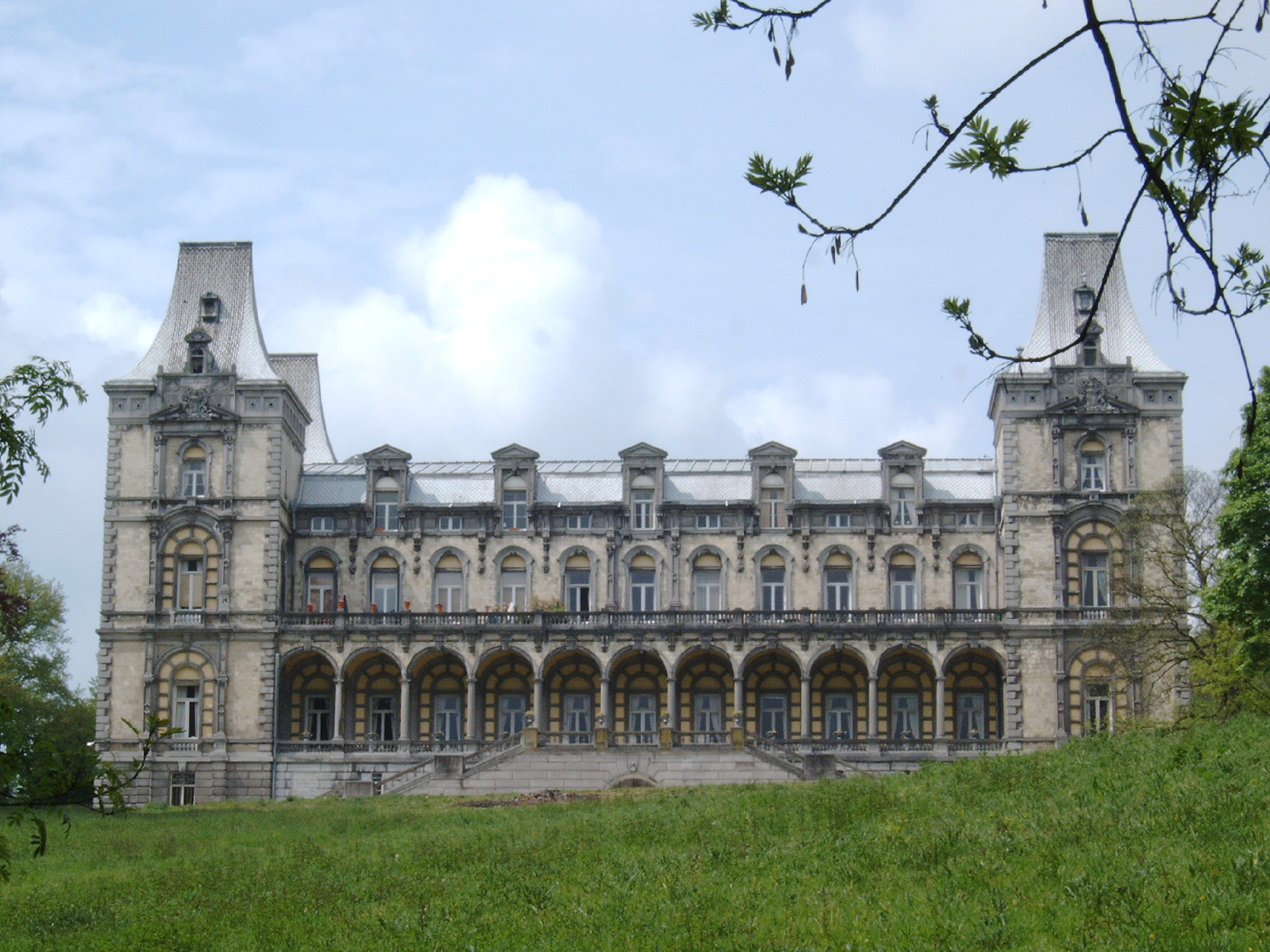
قلعة أرجينتويل في الموقع الحالي للمدرسة الإسكندنافية.

## وصلات خارجية
- الموقع الرسمي لبلدة واترلو

(بالإنجليزية) (بالفرنسية) (بالهولندية)